# La Providencia, Hermosillo
La Providencia är en ort i Mexiko.   Den ligger i kommunen Hermosillo och delstaten Sonora, i den nordvästra delen av landet, 1 600 km nordväst om huvudstaden Mexico City. La Providencia ligger 33 meter över havet och antalet invånare är 4 916.
Terrängen runt La Providencia är mycket platt. Runt La Providencia är det ganska glesbefolkat, med 45 invånare per kvadratkilometer. Närmaste större samhälle är Miguel Alemán, 16,8 km nordost om La Providencia. Omgivningarna runt La Providencia är i huvudsak ett öppet busklandskap.